# Бархатов, Борис Павлович
Борис Павлович Бархатов (род. 8 сентября 1953, Москва, РСФСР, СССР) — советский киноактёр.

## Биография
Родился 8 сентября 1953 года в Москве.
Мать работала инженером-оптиком, отец занимал руководящие должности в строительной деятельности, был в командировке.
В кино начал сниматься с детства. В 1960 году сыграл свою первую и главную роль Серёжи в советском одноименном фильме «Серёжа» режиссёров Игоря Таланкина и Георгия Данелии по одноимённой повести Веры Пановой, а его крылатая фраза из данного кинофильма: «Дядя Петя, ты дурак?» стала одной из популярных. Затем в 1961 году сыграл свою вторую главную роль Васи Комарова в советском фильме «Братья Комаровы» режиссёра Анатолия Вехотко по сценарию Юрия Нагибина. Следующей и последней работой в 1962 году стала эпизодическая роль Шурика Кондакова в советском фильме «Грешный ангел» режиссёра Геннадия Казанского.

## Фильмография
- 1960 — Серёжа — Серёжа
- 1961 — Братья Комаровы — Вася Комаров
- 1962 — Грешный ангел — Шурик Кондаков